# Rafael Adolfo Téllez
Rafael Adolfo Téllez (Palma del Río, provincia de Córdoba, 29 de diciembre de 1957) es un poeta y escritor español. Su infancia transcurre entre Fuente Palmera (Córdoba) y Cañada Rosal (Sevilla), donde se trasladó en 1964 a casa de sus abuelos y de su tío, cura del pueblo.

## Biografía
Estudios
En Cañada Rosal cursa sus primeros estudios, pasando en 1970 a Pilas a estudiar Bachillerato. En el año 1975 se traslada a Sevilla para continuar con el COU y seguir sus estudios en Filosofía y Letras en la Universidad de Sevilla. 
Publicaciones
Allí en la Universidad conocerá a José Julio Cabanillas, Juan Lamillar o José Manuel Vinagre, relacionándose también con Javier Salvago, Vicente Tortajada y con el librero Abelardo Linares, donde por medio de su revista y editorial Renacimiento publicará algunos de sus libros. En 1984 ve la luz su primer libro de poemas, Si no regresas junto al portón oscuro. Con el mismo título, y con algunos poemas más, lo edita en 1988. Después de publicar algunas plaquettes, editó en 1993 Quienes rondan la niebla. En 1994 aparece la selección antológica Horóscopo en la niebla. De 1996 es el poemario Los adioses y de 1998 La rosa del mundo (Antología). En 2004 aparece Muertes y maravillas. Finalmente, la editorial Comares publica en la colección La Veleta, dirigida por Andrés Trapiello, sus poesías completas Los pasos lejanos (2007). También ha publicado numerosos poemas en diferentes revistas como Cuadernos Hispanoamericanos, editorial Renacimiento o Palimpsesto. 
Téllez también ha trabajado como locutor de radio y guionista de televisión. En la actualidad es profesor de instituto en Cañada Rosal, impartiendo clases de lengua española y literatura.

## Obra
- Si no regresas junto al portón oscuro, Madrid, Endymión-Ayuso, 1988.
- Quienes rondan la niebla, Sevilla, Renacimiento, 1993.
- Los adioses, Sevilla, Renacimiento. Premio Ciudad de San Fernando, 1996.
- La rosa del mundo, Ciudad de México, Universidad Autónoma Metropolitana, 1997, con prólogo de Eugenio Montejo.
- Muertes y maravillas, Sevilla, Fundación José Manuel Lara, 2004.[2]
- Los pasos lejanos (Poesía completa), Granada, Comares/La Veleta, 2007.[3][4]